# Crest (Heraldik)
Mit Crest  bezeichnet der Heraldiker eine besondere Form des Helmkleinodes. Dabei werden Wappenfiguren oder Figurenteile direkt auf die Helmwulst gesetzt und schwebend oder aufliegend auf den oberen Schildrand gelegt. Ein Helm und die sonst übliche Helmdecke sind nicht mehr vorhanden. 
Verbreitet ist diese Darstellung in der englischen Heraldik. Diese „Sparsamkeit“ wird als unheraldisch angesehen. Sie hat ihre Vollendung im Englischen mit dem Fortlassen des wichtigsten Wappenelementes, dem Wappenschild, ihren Höhepunkt erreicht. Nur Helmwulst und darauf befindliche Wappenfigur werden als gleichberechtigt zum eigentlichen Wappen gesehen. Wichtig ist die horizontale Lage des Wulstes und die unterschiedliche Tingierung der Wulstringe als zusätzliches Merkmal. Der französische Ausdruck „bourlet“ beschreibt die schwebend (fliegend) dargestellte Helmwust in den Farben, die aus dem Schild oder aus der Helmdecke wiederholt werden.
Beispiel ist das Wappen Australiens mit Crest (Helmwulst schwebend und sternbestückt über dem Wappenschild).